# 2005 WP3
2005 WP3 – planetoida należąca do grupy Amora i obiektów NEO. Odkryta w 2005 roku przez Pawła Czumę.

## Odkrycie
Asteroida została odkryta 25 listopada 2005 roku w programie FMO Spacewatch przez Pawła Czumę. Nazwa planetoidy jest oznaczeniem tymczasowym, nie posiada też jeszcze oficjalnej numeracji.

## Orbita
2005 WP3 okrąża Słońce w ciągu 3 lat i 172 dni w średniej odległości 2,29 j.a. Nachylenie jej orbity względem ekliptyki to 4,77°, a mimośród jej orbity wynosi 0,55. Jest to 4 w kolejności planetoida odkryta z udziałem Polaków w programie FMO.
Udział internautów w kampanii polega na przeglądaniu zdjęć udostępnianych w programie Fast Moving Objects oraz wyszukiwaniu obiektów, które mogą być planetoidami poprzez analizę zdjęć.